# Kuri (jezik)
Kuri (modan, nabi; ISO 639-3: nbn), jezik plemena Nabi duž rijeke Nabi (Kuri) na jugozapadu poluotoka Bomberai na indonezijskom dijelu Nove Gvineje. Govori se u šesnaest sela zapadno od Wandamen Baya. Pripada centralnoj-istočnoj skupini malajsko-polinezijskih jezika i srodan je s irarutu. 
Sela: Wagura, Sarebe, Naramasa, Taramanate, Nabi, Refideso, Werdadne, Owa, Opu. Populacija: 500 (1982 SIL).

## Vanjske poveznice
- Ethnologue (14th)
- Ethnologue (15th)